# Bugie bianche
Pour plus de détails, voir Fiche technique et Distribution.
Bugie bianche, également connu sous le titre Professione figlio, est une comédie dramatique italienne réalisée par Stefano Rolla (it) et sortie en 1979.

## Synopsis
A Venise, Renato est un flûtiste de dix-sept ans qui cherche un couple marié prêt à l'adopter. Après avoir identifié les personnes appropriées, il s'insère habilement dans leurs foyers, réussissant à se faire apprécier, pour disparaître, en simulant un accident mortel, une fois qu'il s'est lassé de la famille. En répétant le jeu plusieurs fois, il rencontre un dernier couple composé d'un antiquaire et d'un violoniste, à qui le garçon a fait croire qu'il était né d'une ancienne relation. Cependant, tous les anciens « parents » abandonnés arrivent à Venise, déterminés à le dénoncer. Renato est donc contraint de disparaître à nouveau.

## Fiche technique
- Titre original italien : Bugie bianche ou Professione figlio[1]
- Réalisateur : Stefano Rolla (it)
- Scénario : Silvia Napolitano, Leros Pittoni, Stefano Rolla (it)
- Photographie : Mario Vulpiani
- Montage : Franco Fraticelli
- Musique : Ennio Morricone
- Décors : Enrico Fiorentini
- Production : Alvaro Mossi, Asao Kumada
- Société de production : Kumada Cinematografica
- Pays de production :  Italie
- Langue originale : italien
- Format : Couleurs - Son mono - 35 mm
- Durée : 92 minutes
- Genre : Comédie dramatique
- Dates de sortie :
  - Italie : 11 octobre 1979 (Giornate professionali di cinema Sorrento) ; 5 septembre 1981 (Milan)

## Distribution
- Max von Sydow : Marcello Herrighe
- Virna Lisi : Luisa Herrighe
- Ronnie Valente : Renato
- Monica Paglicci : Federica
- Bruno Miani
- Annamaria Bramante
- Carlo Russo
- Maria Pia Colonello

## Exploitation
Le film a été présenté en première mondiale à Sorrente le 11 octobre 1979 dans le cadre du festival Incontro con il cinema italiano,. À partir de 1981, il est distribué dans les cinémas sous un autre titre : Professione figlio,.